# Chirodropidae
Famille
Chirodropidae est une famille de cnidaires cubozoaires (ou « cuboméduses »).

## Liste des genres
Selon World Register of Marine Species (10 novembre 2014), ITIS (22 mai 2015) & Catalogue of Life (12 mars 2012) :
- genre Chirodectes Gershwin, 2006
- genre Chirodropus Haeckel, 1880
- genre Chironex Southcott, 1956

Selon NCBI (12 mars 2012) :
- genre Chironex

Selon d'autres sources:
- genre Anthracomedusa
- genre Chirodropus
- genre Chironex
- genre Chiropsalmus
- genre Chiropsoides

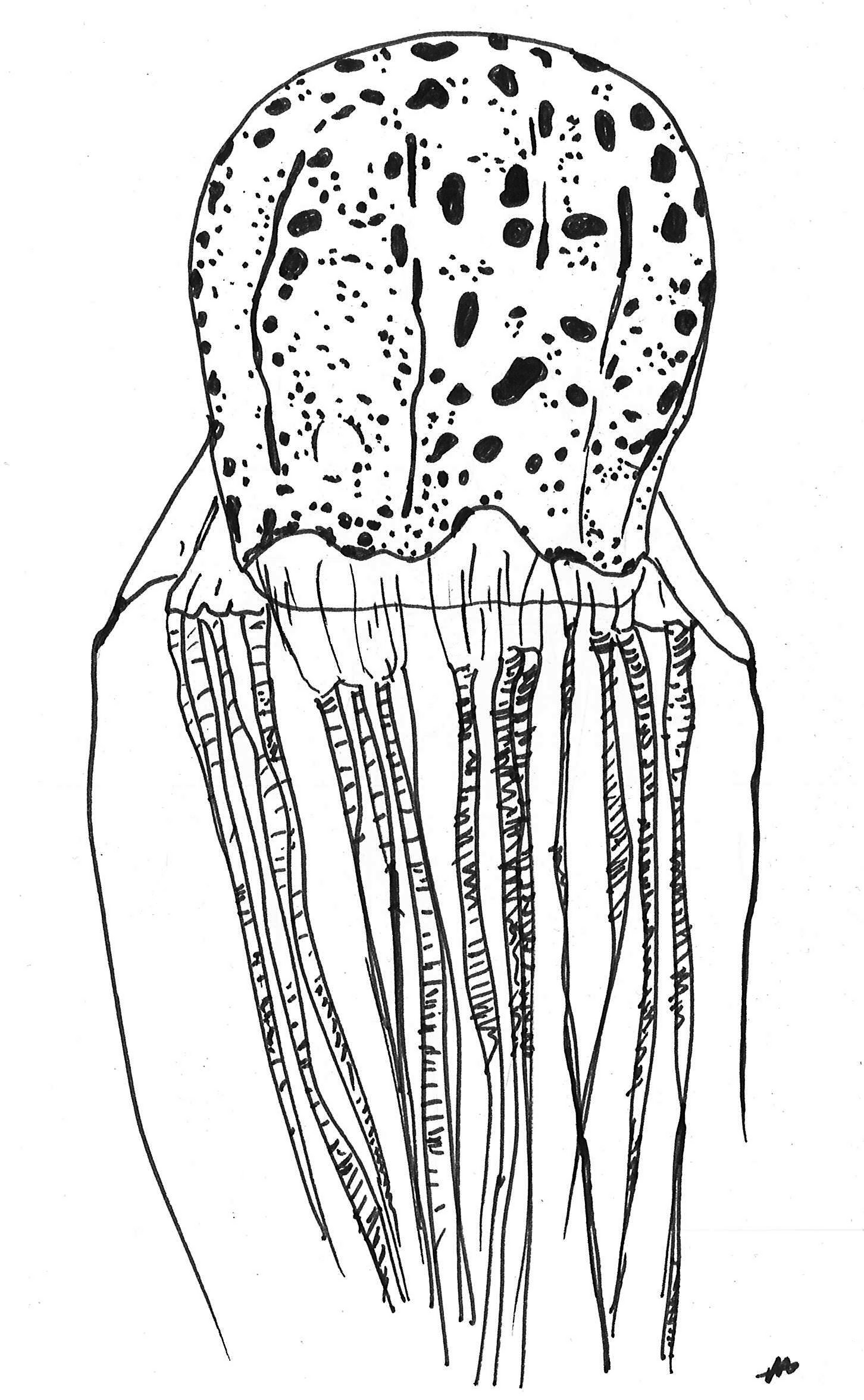
Chirodectes maculatus
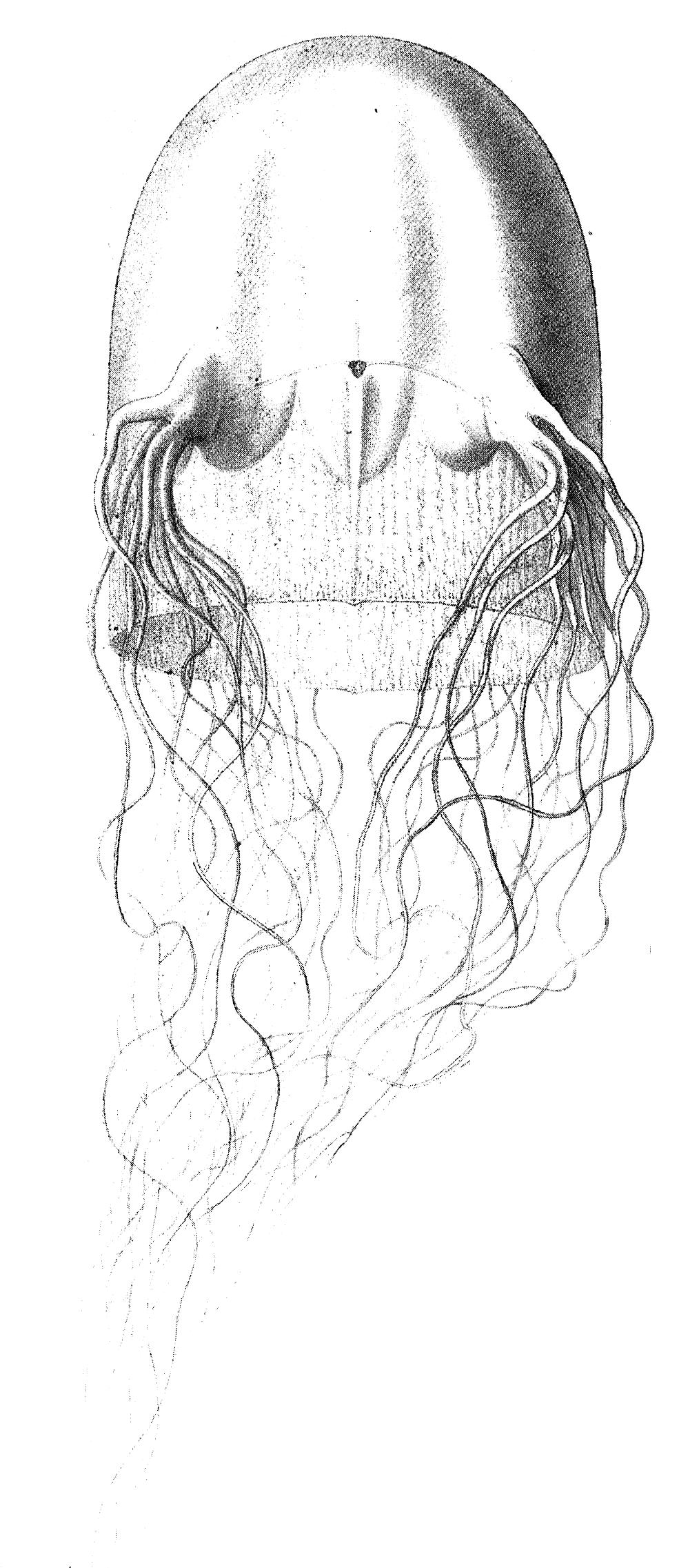
Chirodropus gorilla